# سوق الشواشين

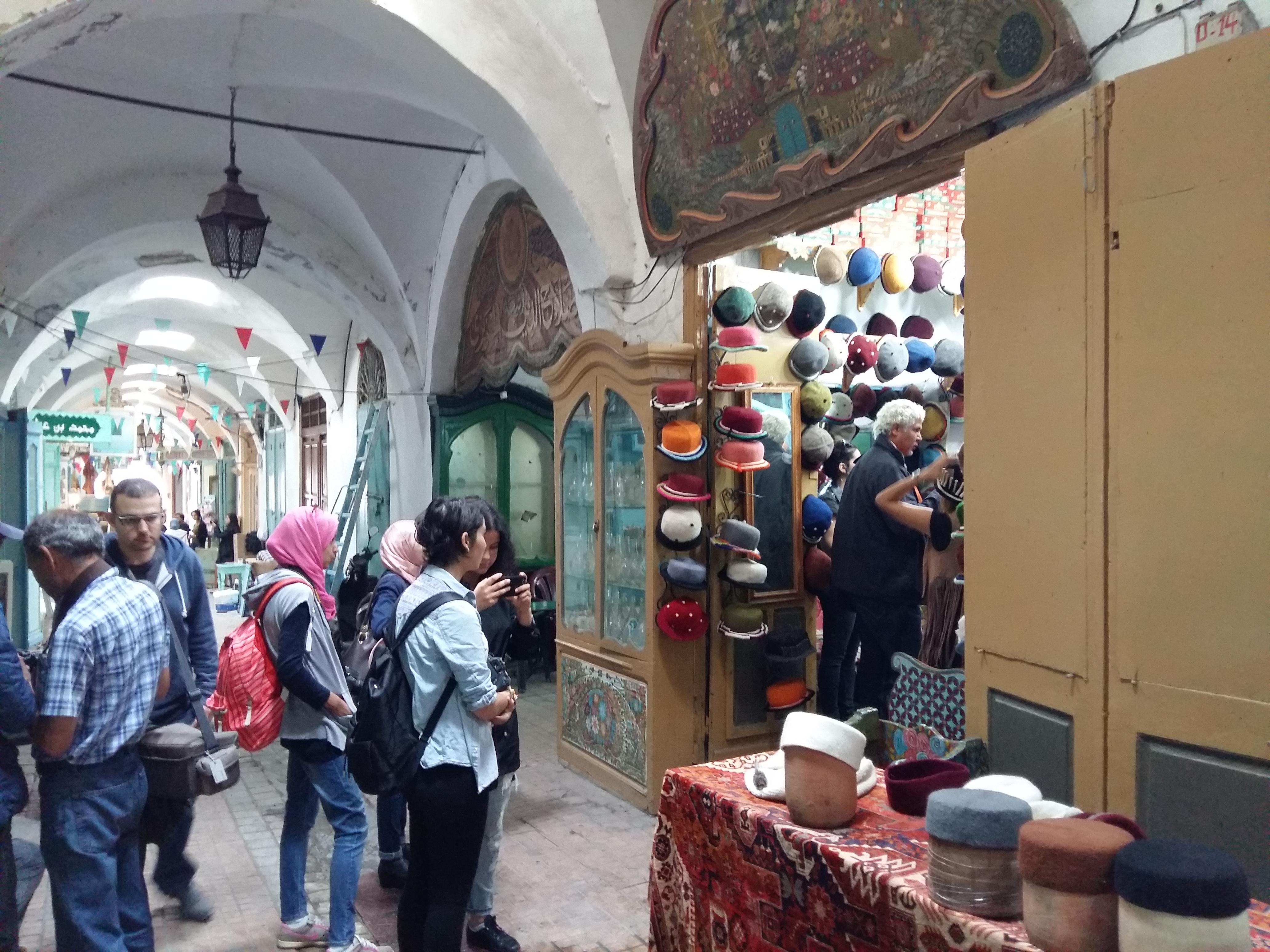
سوق الشواشين

سوق الشواشين هو سوق تونسي يوجد بمحاذاة جامع الزيتونة يمتدّ على مساحة شاسعة نسبيّا وهو مركّب متكوّن من ثلاثة أسواق هي «السوق الحفصي»، «السوق الصغير» و«السوق الكبير»، ويتكون السّوق من ممر مسقف بقباء مضلعة، يكتنفه صفان من الدكاكين تستعمل لصناعة وعرض الشاشية.

تم بناء السوق الصغيرة والكبيرة من قبل حمودة باشا الحسيني الحسيني بين سنتي 1197 هـ الموافق ل1782 م و 1230 هـ الموافق ل 1814 م.
تعد الحرف المتعلقة بالشاشية نشاطا تقليديا مربحا ساهم في تطويره وتنشيط صناعته المهاجرون الأندلس القادمون إلى البلاد التونسية وقد كان هذا النشاط حكرا على مدينة تونس كما كان له طابع احتفالي وآليات وقواعد خاصة به.

على غرار الحرف التقليدية الأخرى كان لهذا القطاع أمين يسهر على آداب المهنة وأخلاقياتها ويعمل على تسوية النزاعات فيما بين المهنيين من ناحية وبين الحرفيين والزبائن من ناحية أخرى.

## وصلات خارجية
- زيارة افتراضية ل سوق الشواشين